# 이오지마 전투
이오지마 전투(일본어: 硫黄島の戦い, 영어: Battle of Iwo Jima, 1945년 2월 19일 ~ 1945년 3월 26일)는 태평양 전쟁 말기, 가잔 열도의 이오섬에서 벌어진 미군과 일본군 간의 전투를 말한다. 미군의 작전명은 디태치먼트 작전(Operation Detachment)으로, 사우스필드와 노스필드를 점령하는 것이 주요 목적이었다.
일본군은 이오섬을 중무장한 요새로 탈바꿈하였고, 이 요새는 벙커, 숨겨진 포 진지, 18 km의 터널로 이루어진 밀집된 방어체계망이었다. 미군은 전투 내내 미국 해군의 광범위한 함포 사격을 지원받았으며 해병대 관제사들의 지원을 통해 제공권을 장악하였다. 이오섬에서 벌어진 5주 간의 전투는 태평양 전쟁의 전투 중 가장 치열하고 잔인한 전투 중 하나로 꼽힌다.
이오지마 전투로 인해 발생한 일본군의 전투 사망자는 미국인 사망자의 3배에 달했지만, 미국 해병대가 참가한 태평양 전쟁의 전투 중에서 유일하게 미군의 총 사상자가 일본인 사망자를 능가했다. 이오지마 전투 초기의 일본군 21,000명 중 오직 216명만이 포로로 잡혔으며, 나머지 대부분은 전사했지만, 3,000명에 달하는 사람들이 부상으로 죽거나 몇 주 후 항복할 때까지 다양한 동굴 체계 내에서 며칠 동안 저항을 계속한 것으로 추정된다. 양측 모두 사상자가 많이 발생했지만, 일본군의 철수나 증원이 불가능한 상황에 더하여 희박한 식량 및 보급품, 그리고 병력과 무기에서 미군의 압도적인 우위로 인해 일본군이 전투에서 승리할 수 있는 상황이 만들어지지 않았다.
이오지마 전투에 대해서는 여전히 논란이 있다. 은퇴한 미국 해군 작전참모 윌리엄 V. 프랫은 이오섬이 미국 육군의 집결지나 미국 해군의 함대 기지로서 쓸모가 없었다고 주장했다. 일본군은 로타섬에 조기경보레이더를 계속 보유하고 있었는데 이 레이더는 한번도 침범당하지 않았고, 이오섬의 함락된 비행장은 거의 사용되지 않았다. 조 로젠탈이 169m(554피트) 높이의 스리바치산 정상에서 미국 해병대원 5명과 해군 군단원 1명이 미국 국기를 게양한 것을 찍은 사진은 태평양에서의 전투와 미국이 전쟁에서 보여준 노력을 담은 유명한 사진이 되었다.

## 배경
이오섬은 도쿄 남쪽의 1,080km에, 괌 북쪽 1,130km에 위치하고 있다. 가잔 열도에 속하는 화산섬으로, 섬의 표면이 대부분 유황의 축적물로 뒤덮여 있어 '이오지마'(硫黄島 이오지마[*], 유황 섬, ‘지마’는 섬이라는 말)로 불렸다. 토양은 화산재라 보수성이 없었고, 식수나 용수는 짠 우물물이나 빗물에 의존할 수밖에 없었다. 태평양 전쟁 전에는 유황의 채굴이나 사탕수수 재배 등으로 생계를 유지하는 주민이 1,000명 정도 거주하고 있었다.
일본군은 1941년 개전 당시, 해군 전투대 약 1,200명과 육군 병력 3,700명 내지 3,800명을 인근 지치지마섬에 배치하고 있었는데, 이 부대가 이오지마를 관할하고 있었다. 개전 후에 남방 전선과 일본 본토를 묶는 항공 수송의 중계지점으로서 이오지마의 중요성이 인식되어 해군이 이오지마에 비행장을 건설하고 있었다. 당시 항공병 1,500명과 항공기 20기를 배치하고 있었다.
1944년 2월, 미군은 마셜 제도를 점령하면서 추크 제도(Chuuk Islands)에 대규모 공습을 실시했으며 이에 대항해 일본 대본영은 캐롤라인 제도와 마리아나 제도, 오가사와라 제도를 묶는 방어선을 '절대국방권'으로 지정해 사수를 결정한다. 방위선 수비 병력으로서 오바타 히데요시가 지휘하는 제31군이 편성되었다. 그 밑에 오가사와라 지구 집단 사령관에 구리바야시 다다미치 중장이 취임했으며 이오지마에는 3월부터 시작해 4월까지 증원부대가 도착해 총병력은 5,000명을 헤아리고 있었다.
1944년 여름, 미군은 마리아나 제도를 공격해 점령했으며, 마리아나 제도의 비행장을 거점으로 같은해 11월부터는 B-29 폭격기를 이용해 일본 본토 각지를 폭격하기 시작했다. 하지만 마리아나 제도에서 일본 본토까지는 거리가 상당했으며 일본군이 마리아나 제도에서 일본 본토로 이어지는 중간 지점에 있는 이오섬에서 미군 폭격기 무리의 이동을 미리 예측하고 저지했기 때문에, B-29 폭격기들과는 달리 먼 거리를 비행하지 못하는 호위 전투기들이 곧바로 비행장으로 돌아가야만 하는 일이 잦았다. 결국 호위 전투기들을 잃은 B-29 폭격기들이 일본군의 요격을 받는 일이 잦았다. 반대로, 일본군은 이오섬을 근거지로 하여 가까운 마리아나 제도로 내려가 미군의 비행장을 자주 공격했다. 이 결과, 일본군은 12월에만 11기의 B-29를 파괴했다.
따라서 미군 태평양 통합작전본부는 이오지마를 점령하고, 일본군의 항공기지를 파괴한 뒤 미군의 전진 항공기지를 마련하기 위해 이오지마 공격을 결정했다.

## 이오지마 전투를 다룬 작품

### 영화
- 《아버지의 깃발》
- 《이오지마에서 온 편지》
- 《이오지마의 모래 언덕》